# Фівос
Фівос (грец. Φοίβος, 1 січня 1971, Афіни)  — грецький композитор. Фівос добре відомий в Греції та на Кіпрі за його роботу з багатьма популярними співаками, випустив кілька мульти-платинових альбомів, що робить його одним з найуспішніших грецьких композиторів 1990-х і 2000-х років, він продав 3 500 000 записів. У 2009 році він заснував свій власний лейбл The Spicy Effect.

## Ранні роки
Фівос народився 1 січня 1971 року в Афінах. Він вперше зацікавився музикою ще в шкільні роки, він був барабанщиком в рок-гурті. Пізніше навчався у Афінській школі права, але він не бажав продовжити кар'єру в області юриспруденції, замість цього зосередився на заняттях музикою і почав складати свої перші пісні. Для подальшого навчання він відвідував заняття з гармонії у Афінській консерваторії і брав приватні уроки у Деміса Русоса. Він підписав свій перший контракт з лейблом Sony Music у віці 22 років.

## Творча кар'єра
За роки своєї карьери він написав більш ніж 1000 пісень, понад 18 синглів отримали статус золотих, 19 — платинових, 9 альбомів два рази отримали статус платинових, 2 альбоми, які були написані Фівосом, стали трічі платиновими (альбом «Ευαισθησίες» Кеті Гарбі і «Προφητείιες» Ванді),
альбоми «Γεια» (Деспіна Ванді) і «To Kati» (Кеті Гарбі) набули статус платинових 6 разів.
Сингл «Υποφέρω» (Деспіна Ванді), цілком складений Фівос, був нагороджений як найкращий за продажами грецький сингл на Virgin Megastores і взагалі в Греції, були продані понад 150 000 копій
в Греції. Також цей сингл отримав чотири рази платиновий статус на Кіпрі.
За час своєї кар'єри Фівос залучав нових артистів до виконання своєї музики. Він особисто займається організацією просування своїх альбомів. Його організаторські здібності відкрили для нього нові можливості, коли він пішов на підписання контрактів з ведучими звукозаписними лейблами, починаючи с Sony Music Греції, Minos EMI і, нарешті, Heaven Music.
Влітку 2001 року Фівос отримав міжнародне визнання. Разом з Деспіною Ванді, він отримав нагороду за найкращий альбом року за продажами в Греції (сингл «Υποφέρω»). Нагороду вручав директор Virgin Megastores в Лондоні, сер Річард Бренсон.
6 березня 2002 року Фівос і Деспіна Ванди, отримали іншу почесну нагороду. Вони виграли премію как найпопулярніші грецькі виконавці 2001 року (за продажами альбому «Γεια») в World Music Awards.
Найбільший успіх Фівоса прийшов з піснею «Γεια» у виконанні Деспіни Ванді. Сингл став мультиплатиновим на грецькому музичному ринку і був дуже популярним на міжнародній музичній сцені. Він був включений в плейлисти знаменитих ді-джеїв та клубів по всьому світу. «Γεια» досяг першого місця в американському чарті Billboard і в танцювальних чартах Великої Британії. Пісня була випущена як сингл в Європі, США, Австралії, Туреччини та Північної Африки, в той же час він був включений у більш ніж 120 збірників по всьому світу.
Фівос в основному відомий за його пісні, які виконували Деспіна Ванді і Кеті Гарбі, хоча він є авторов альбомів і для багатьох інших співаків Греції та Кіпру, таких як: Антоніс Ремос, Йоргос Мазонакіс, Янніс Паріос, Сакіс Рувас, Наташа Теодоріду, Пасхаліс Терзіс, Толіс Воскопулос, Васіліс Каррас, Nino.
Навесні 2004 року, Фівос на замовлення Кока-кола написав мелодію, яка супроводжувала всі види діяльності Coca-Cola під егідою Олімпійських ігор. На початку 2005 року, грецька футбольна команда АЕК запросила Фівоса написати новий гімн команди. У 2005 і 2006 роках знову великий успіх композитора. Альбом Деспіни Ванді «Στην αυλή του Παραδείσου» після величезного успіху в Греції був також випущений в Болгарії, Росії, Україні й Туреччині. Альбом був проданий тиражем понад 100 000 копій тільки в Греції.
Протягом 8 років Фівос був ведучим композитором Heaven Music з моменту заснування компанії до 2009 року. 21 жовтня 2009 рік Фівос покинув Heaven Music і заснував свій власний лейбл, The Spicy Effect, з яким співпрацюють відомі грецькі співаки: Деспіна Ванді, Панос Калідіс, Еллі Коккіну, Nino, Emigre, Танос Петреліс, TUS.
24 вересня 2012 року відбувся концерт на Олімпійському стадіоні в Афінах на честь двадцятиріччя творчої діяльності Фівоса «20 Χρόνια Φοίβος». У концерті взяли участь зірки грецької музики: Деспіна Ванді, Кеті Гарбі, Ангела Дімітріу, Панос Калідіс, Васіліс Каррас, Еллі Коккіну, Йоргос Мазонакіс, Mando, Nino, Танос Петреліс, Антоніс Ремос, TUS .